# Naoki Urata
Naoki Urata (jap. 浦田 尚希, Urata Naoki; * 27. Juni 1974 in der Präfektur Saitama) ist ein ehemaliger japanischer Fußballspieler.

## Karriere
Urata erlernte das Fußballspielen in der Schulmannschaft der Bunan High School und der Universitätsmannschaft der Kokushikan-Universität. Seinen ersten Vertrag unterschrieb er 1997 bei den Kawasaki Frontale. Der Verein spielte in der zweithöchsten Liga des Landes, der Japan Football League. 1999 wurde er mit dem Verein Meister der J2 League und stieg in die J1 League auf. 2000 erreichte er das Finale des J.League Cup. Am Ende der Saison 2000 stieg der Verein in die J2 League ab. Für den Verein absolvierte er 58 Spiele. 2002 wechselte er zum Ligakonkurrenten Ventforet Kofu. Für den Verein absolvierte er 10 Spiele. Ende 2002 beendete er seine Karriere als Fußballspieler.

## Erfolge
Kawasaki Frontale
- J.League Cup

Finalist: 2000